# 沙特阿拉伯航空
沙特阿拉伯航空（阿拉伯語：السعودية），是沙特阿拉伯的國家航空公司，總部設於吉達及利雅德分部。
沙特航空的主要樞紐是吉達的阿卜杜勒-阿齐兹国王国际机场，而其他主要機場則分別有利雅得的哈立德国王国际机场以及达曼的法赫德国王国际机场。
沙特航空曾是阿拉伯區內規模最大的航空公司，但於2006年則退居第二位，僅次於阿聯酋航空之後，在近期則又被阿提哈德航空及卡達航空超越。
沙特阿拉伯航空於2012年5月29日正式加入天合聯盟，為天合聯盟在中東地區的首個成員，也是中東地區第二間加入航空聯盟的航空公司。它也是阿拉伯航空運輸組織的成員之一。

## 歷史

### 初期

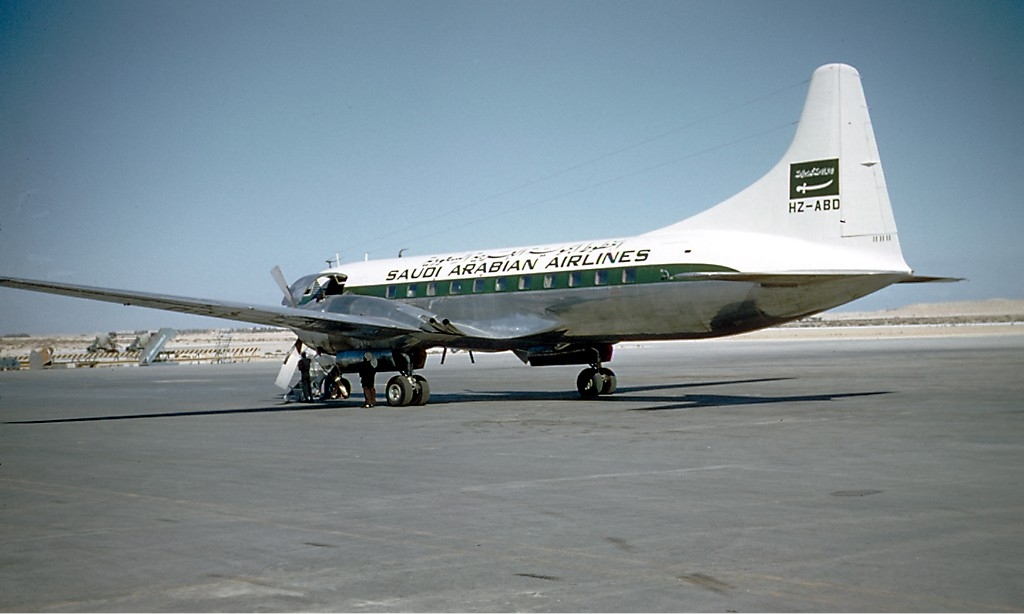
沙特阿拉伯航空的康维尔340（摄于1959年）

1945年，美國總統羅斯福把一架DC-3型飛機贈予沙特阿拉伯國王阿卜杜拉，這象徵著沙特阿拉伯王國開始逐步發展其民航業。而沙特阿拉伯航空則於1946年9月正式成立，由政府全資擁有，並與美國環球航空簽訂管理合約下營運。
營運初期，沙特阿拉伯航空是以吉達國際機場作為主要基地。首條航線是由以色列盧德運載朝聖人士前往吉達，而首條定期載客航線則是吉達-利雅得–荷芙–宰赫蘭，在1947年3月開始營運，由5架DC-3型飛機飛行；同月亦開辦了首條國際航線：吉達–開羅；翌年（1948年）初，新增貝魯特和大馬士革航點。
1949年，接收5架Bristol 170型貨機，開展了其貨運業務。

### 1950年代
50年代，規模持續穩定地增長，引入了5架DC-4型及10架康維爾340型客機，更新增了伊斯坦堡、卡拉奇、安曼、科威特市、阿斯馬拉及蘇丹港共個航點。1959年，首個飛機維修庫在吉達啟用，與此同時，吉達–利雅得航線也加強服務。

### 1960年代

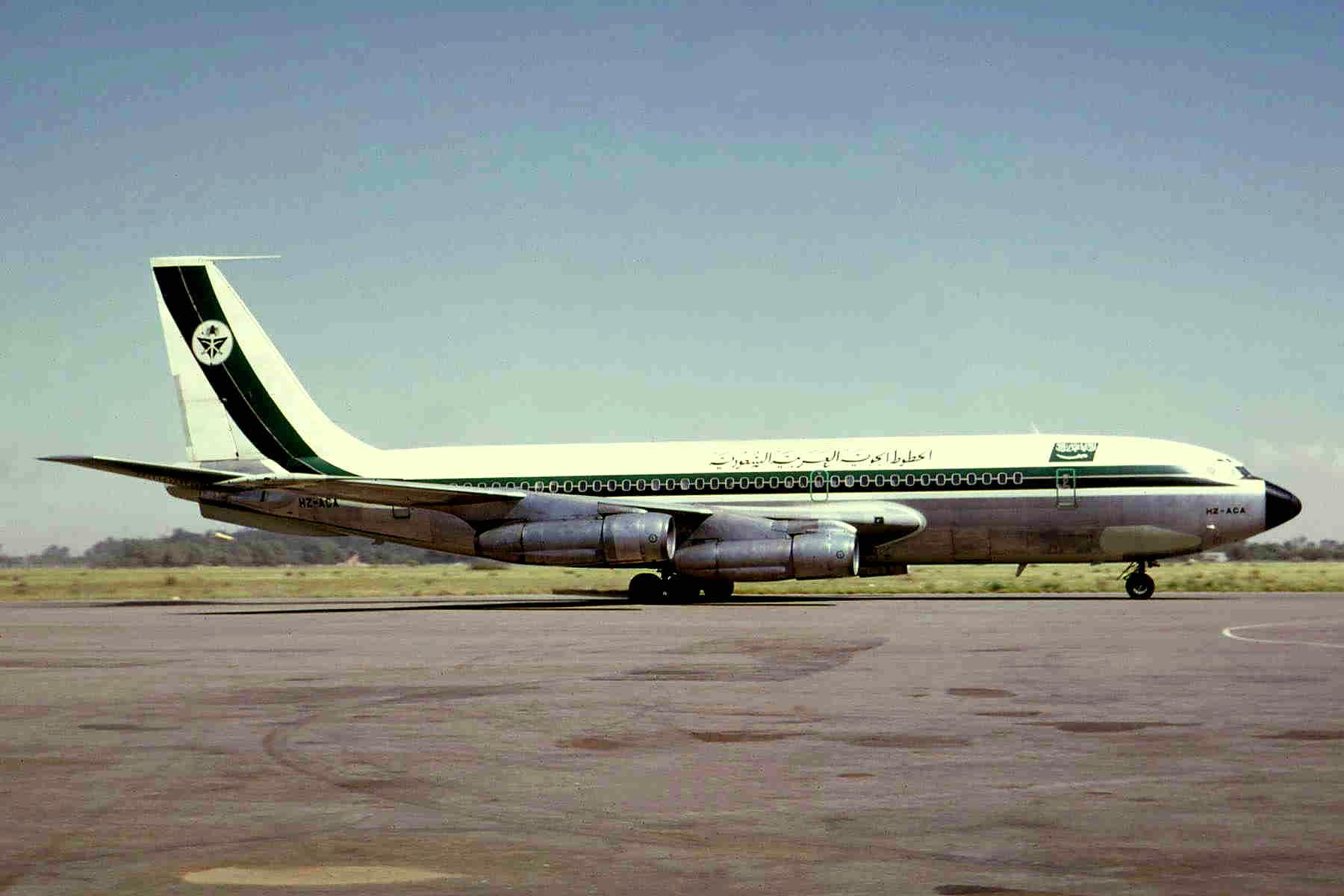
1969年沙航的波音720（摄于的黎波里）

1962年，沙特阿拉伯航空接收首兩架波音720型噴射飛機，成為中東地區首間採用噴射飛機的航空公司。1963年2月19日，沙特阿拉伯航空經國王費薩爾·阿卜杜拉簽紙後，正式成為一間註冊的獨立公司。不久後，再引入DC-6及波音707客機，進一步加強其噴射機隊陣容，並加入阿拉伯航空運輸組織。而沙迦、德黑蘭、喀土穆、孟買、的黎波里、突尼斯、拉巴特、日內瓦、法蘭克福、倫敦等航點也於60年代開辦。

### 1970年代

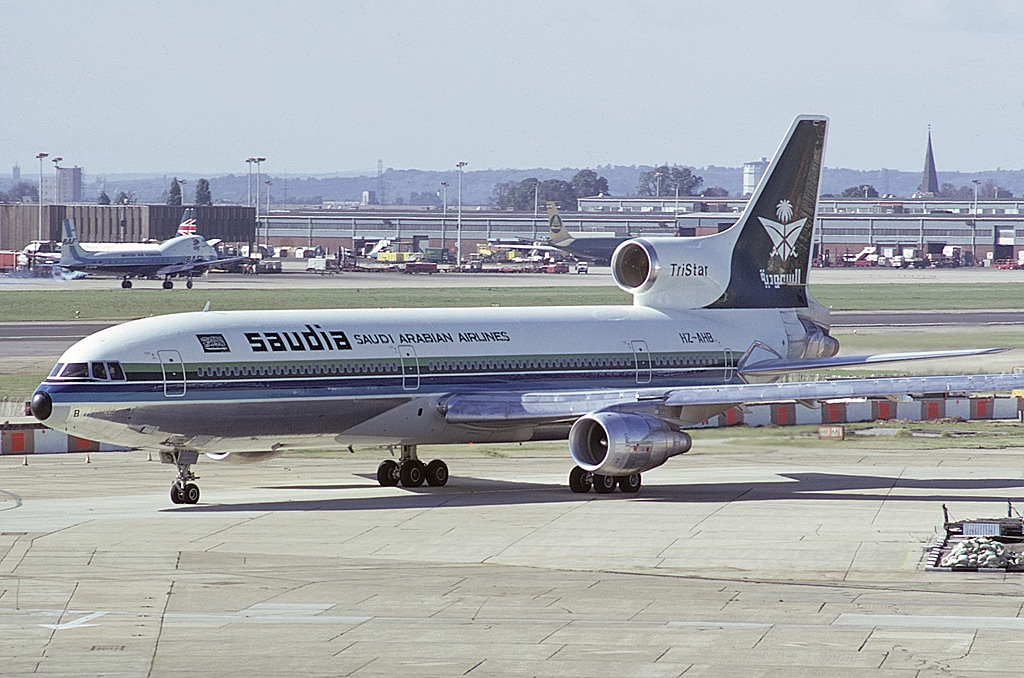
1975年，沙航的洛克希德L-1011-200

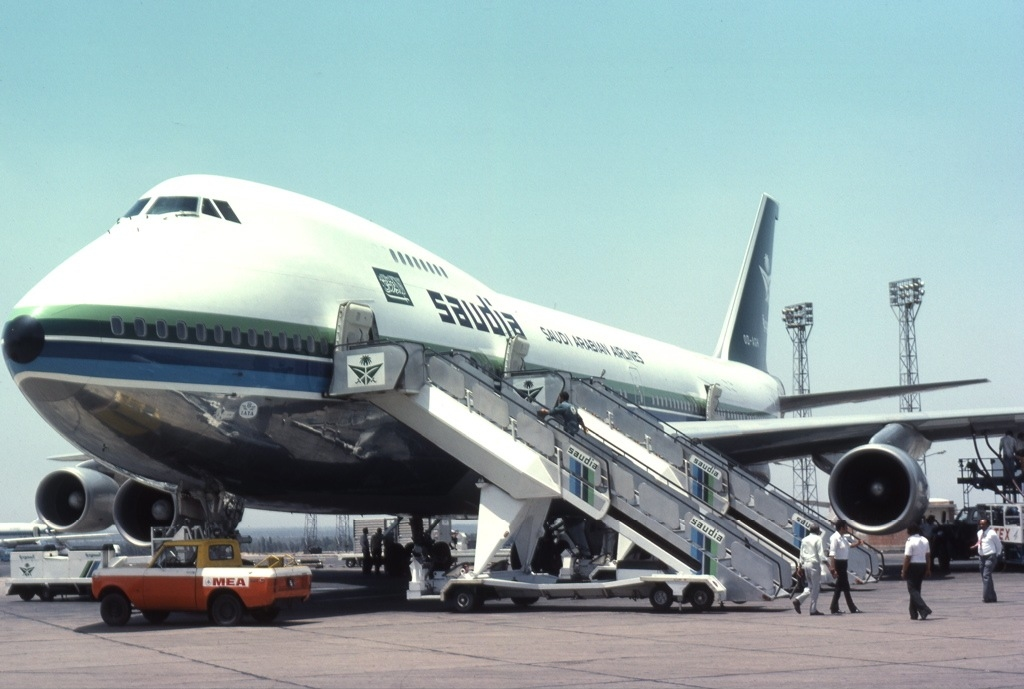
沙特阿拉伯航空于1977年通过向中东航空租赁的形式引进波音747（摄于贝鲁特）

70年代，沙特阿拉伯航空轉換了機隊色彩，並於1972年4月1日起更改名字為Saudia。除了引入波音737外，廣體客機如747、洛歇L-1011等亦首次引入沙地阿拉伯航空。70年代亦開辦了許多新航點，如羅馬、巴黎、馬斯喀特、卡諾、斯德哥爾摩，同時亦開辦了首條來往歐洲的全貨運航線。1979年2月3日，沙特阿拉伯航空開始與泛美航空聯營宰赫蘭–紐約的航線。

### 1980年代
80年代，更多航點開辦，如雅典、曼谷、達卡、摩加迪沙、內羅畢、紐約、馬德里、新加坡、馬尼拉、新德里、伊斯坦布尔、首爾、北京、巴格達、阿姆斯特丹、可倫坡、尼斯、拉合爾、布魯塞爾、達喀爾、吉隆坡、台北、拉那卡、亚的斯亚贝巴。為加強服務，名為「Horizon Class」的商務客位也於80年代推出。而台北和布魯塞爾同時亦成為沙特阿拉伯航空的貨運樞紐。空中巴士A300亦加入機隊。

### 1990年代

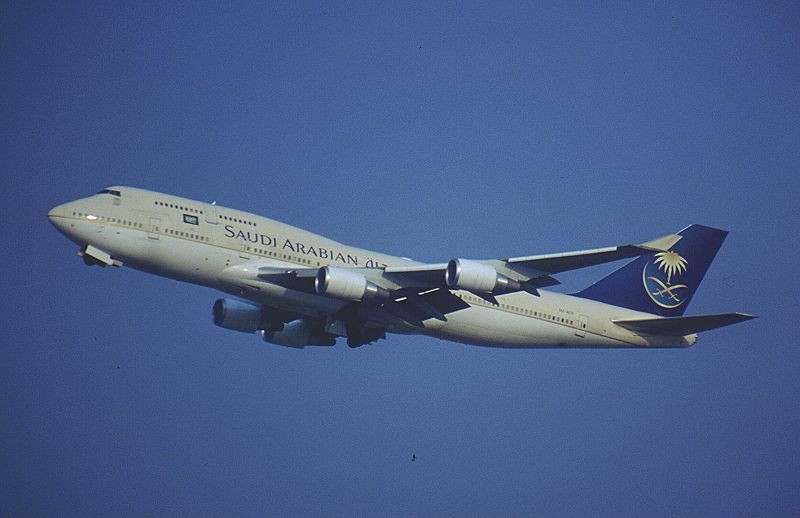
沙特阿拉伯航空的波音747-400客机，采用全新涂装（1999年摄于华盛顿）

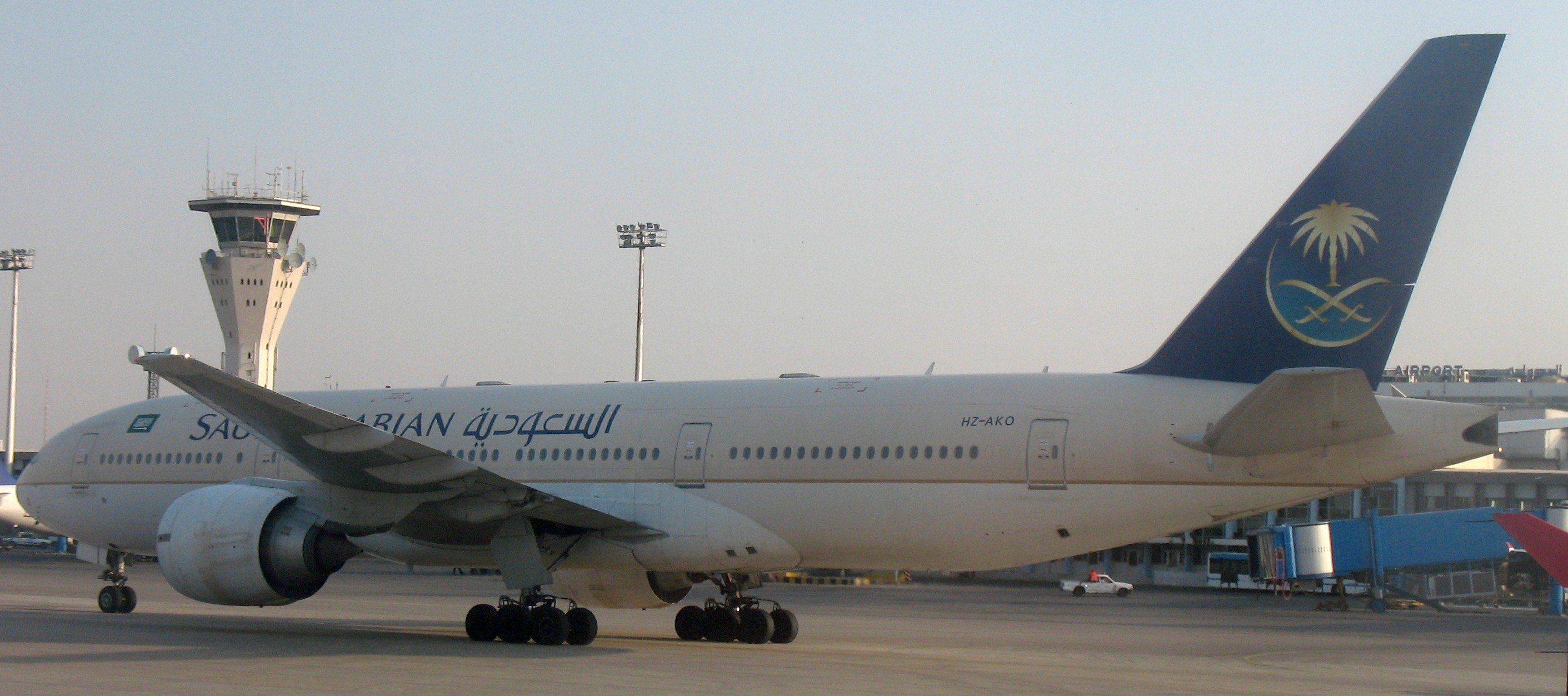
沙地阿拉伯航空的波音777-268ER客機

90年代開辦的航點有奧蘭多、晨奈、阿斯馬拉、華盛頓、約翰尼斯堡、亞歷山卓、米蘭、馬拉加（季節性）、薩那。此外，亦引入了波音777、麥道MD-11、MD-90等飛機。1996年7月16日，全新企業形象登場，包括：更換女性空中服務員的制服、更改名字為「Saudi Arabian Airlines」，同時開始換上全新的機隊顏色。

### 千禧年代

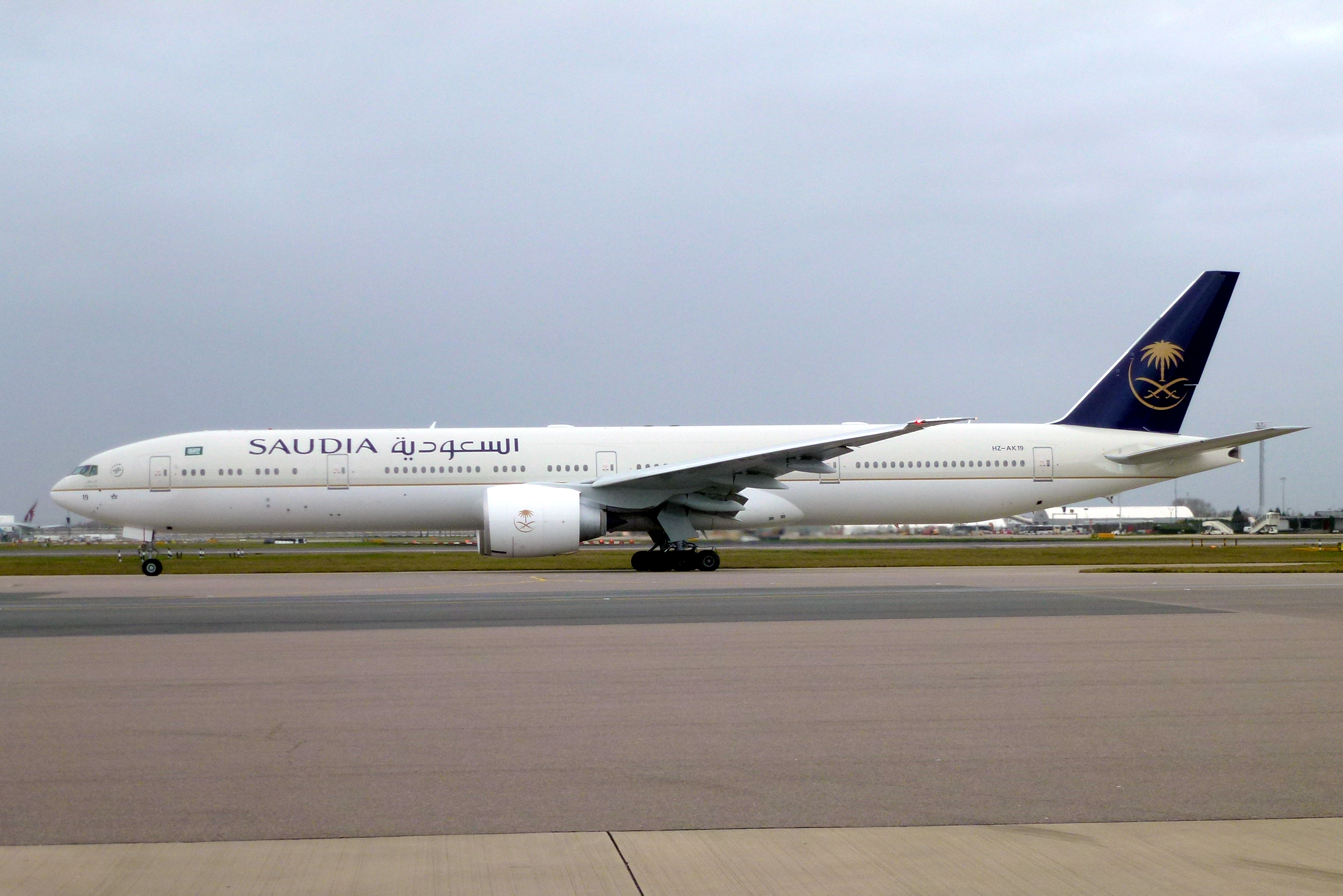
沙航波音777-300ER在伦敦希斯罗机场，可见天合联盟标志和更改后的企业名称

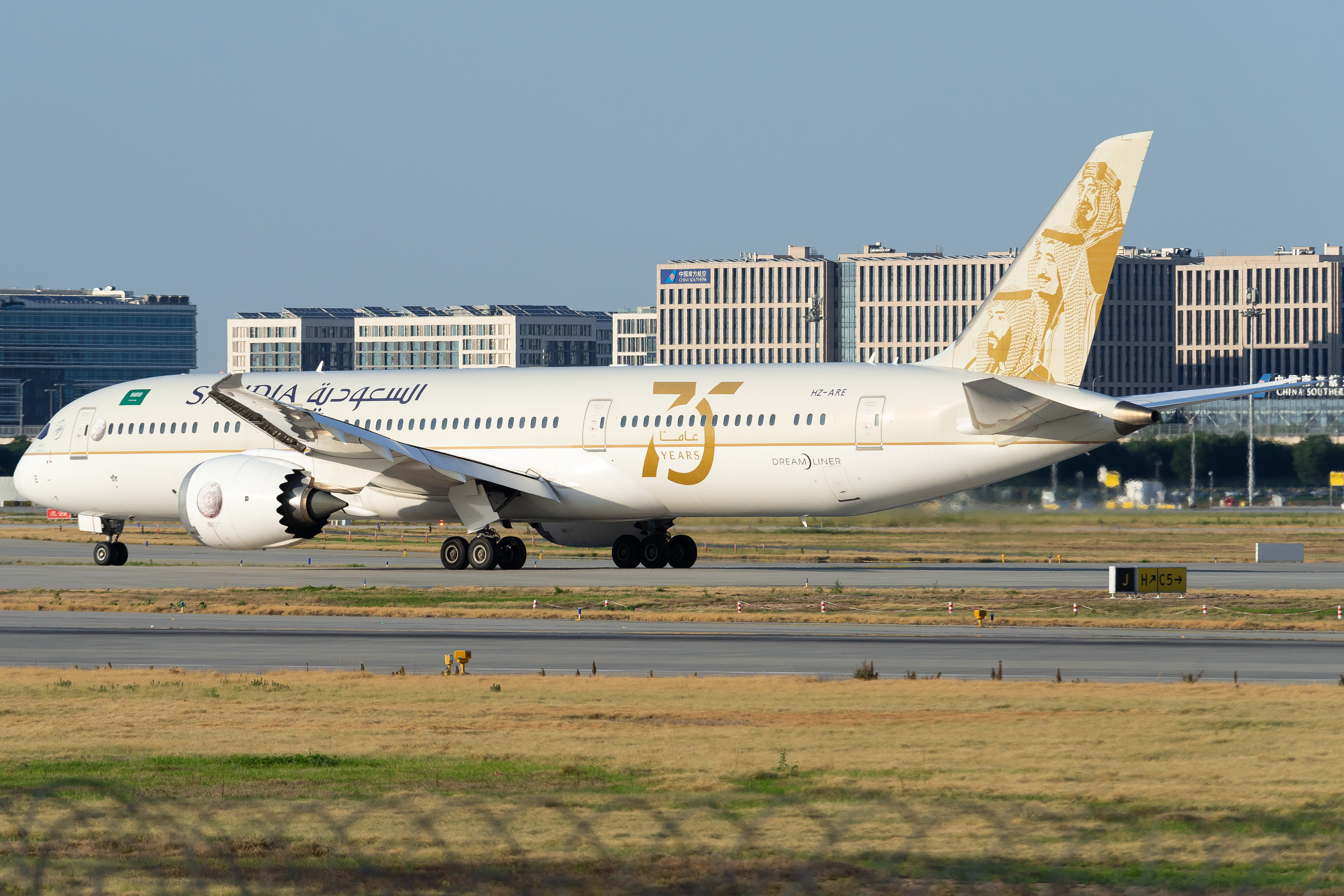
披有沙航开航75周年彩绘的波音787-9在北京大兴国际机场

2000年10月8日，沙特阿拉伯王子兼國防航空大臣蘇爾坦·阿卜杜拉簽署了一份有關沙地阿拉伯航空私有化的契約。為準備此，航空公司把旗下的核心業務（航空膳食服務、地勤服務、維修服務、飛行訓練學堂）重組成為商業單位。2005年4月，沙特阿拉伯政府意識到航空公司可能會失去內陸服務的獨家經營權。
2002年，沙特阿拉伯航空達到其營達盈利，2003年更錄得雙倍盈利，但該些盈利最初只有1億沙特阿拉伯里亞爾。2004年，沙特阿拉伯航空的總客量超過1,500萬人次，盈利增上升了14%。
2005年4月，沙地阿拉伯航空訂購了15架E170客機，總值4億美元。2012年5月29日，沙特阿拉伯航空的英文名称再次由Saudi Arabian Airlines改为Saudia，而官方中文名则从“沙特阿拉伯航空”更名为“沙特航空”，同时加入天合聯盟。
2017年，沙特航空更换全新机队色彩。全新的涂装除垂直尾翼保留上代设计外，机身主题改为全白色，同时取消了沙黄色腰线。
2023年夏季，沙特航空更换全新机队色彩。全新的涂装延續1970年與1980年代復古塗裝设计作為全新企業識別。

## 私有化
長遠來說，沙特阿拉伯航空會變為一間私營公司，而把沙地阿拉伯航空轉售予私人投資者的焦點，就在於拉登在1995年所作出的書面譴責。
2006年，沙特阿拉伯航空開始進行私有化程序，首間私有化的是航空膳食服務公司。2007年8月，沙特阿拉伯內閣大臣批准把策略性單位轉為公司，同時已計劃把地勤服務、技術支援服務、航空貨運、航空膳食服務及修登王子民航學院列入為股份公司的附屬公司。

## 機隊

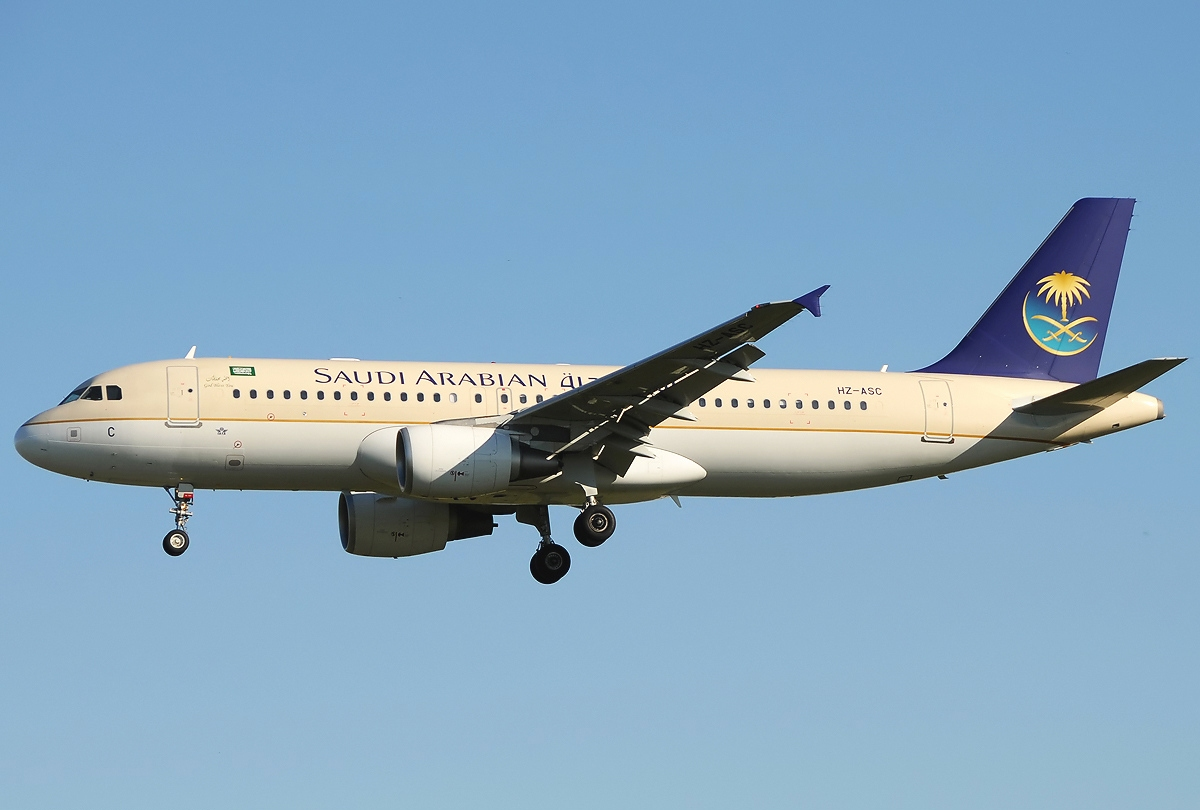
沙地阿拉伯航空 空中巴士A320-200

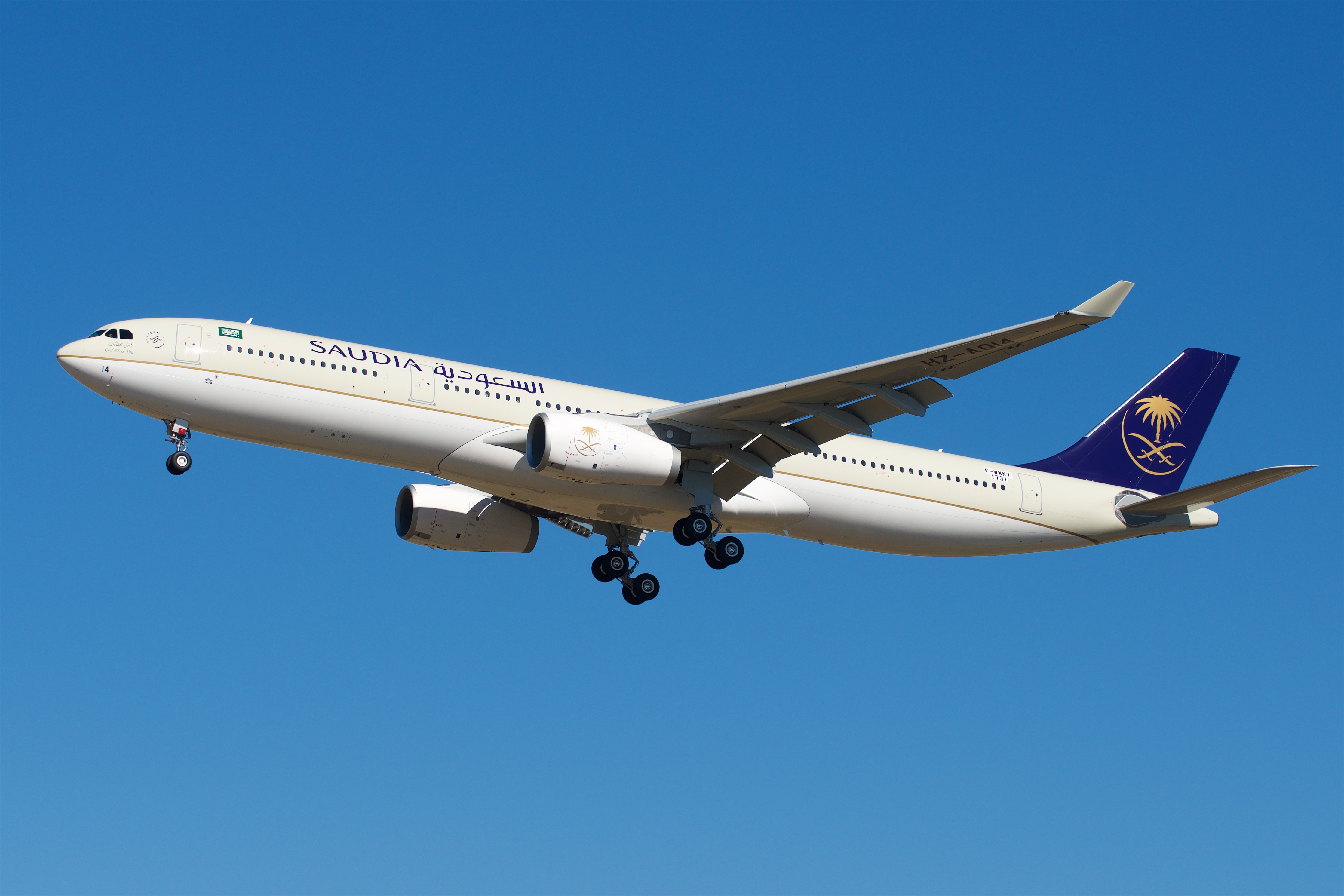
沙地阿拉伯航空 空中巴士A330-300

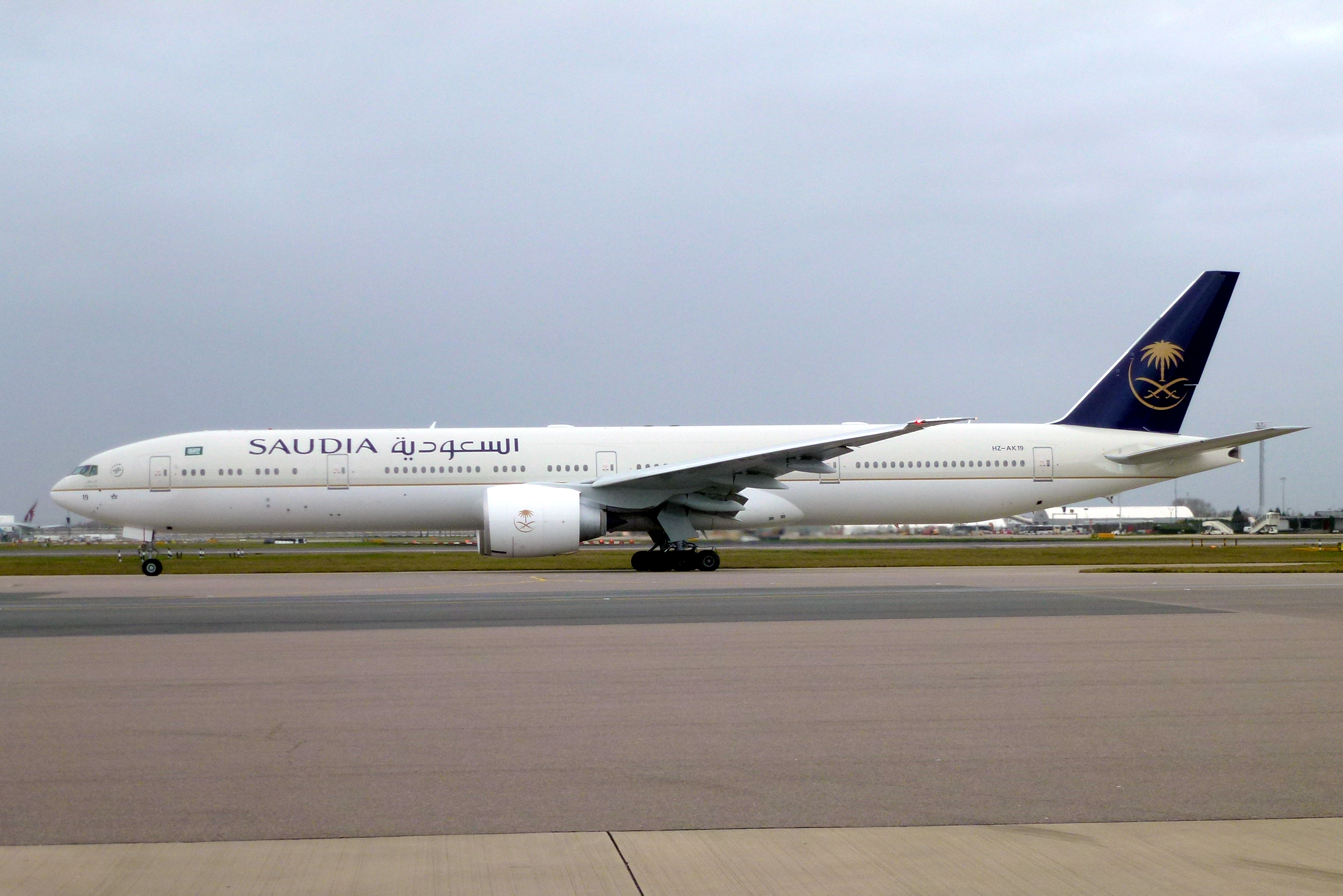
沙地阿拉伯航空 波音777‐300ER

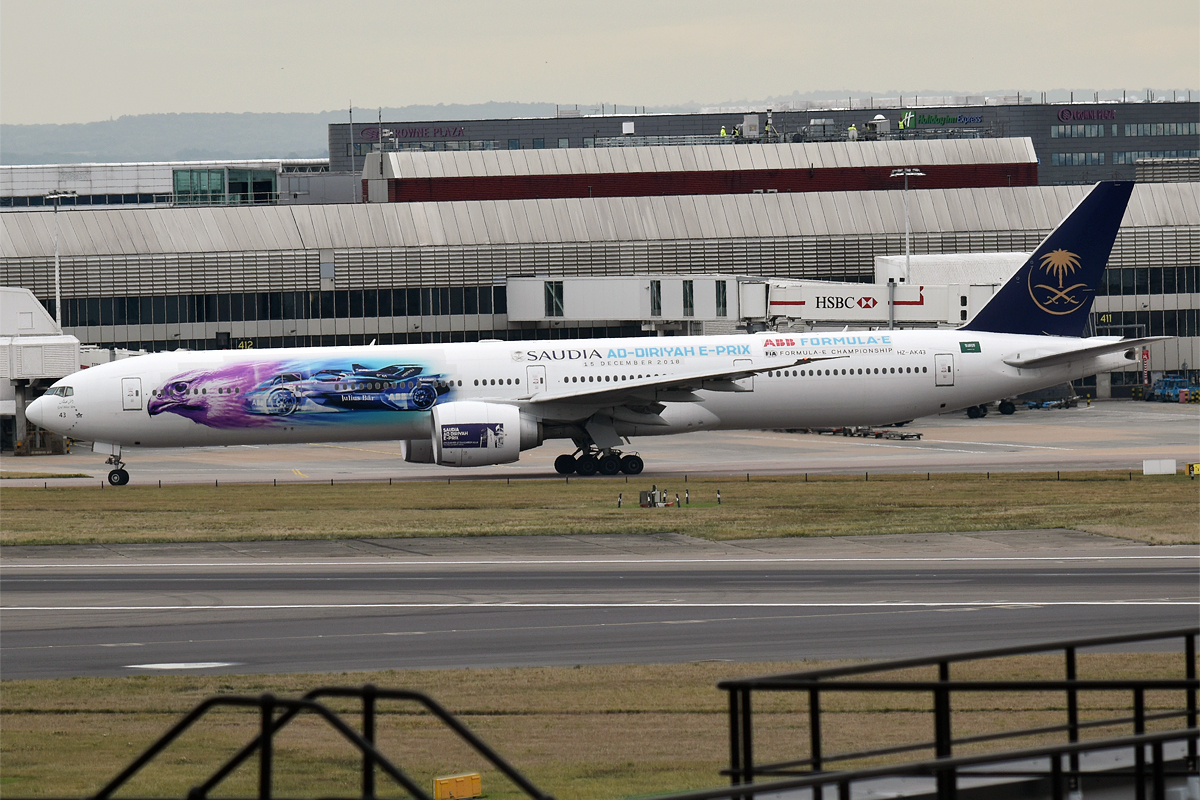
沙地阿拉伯航空 波音777-300ER 賽車 電動方程式特別塗裝

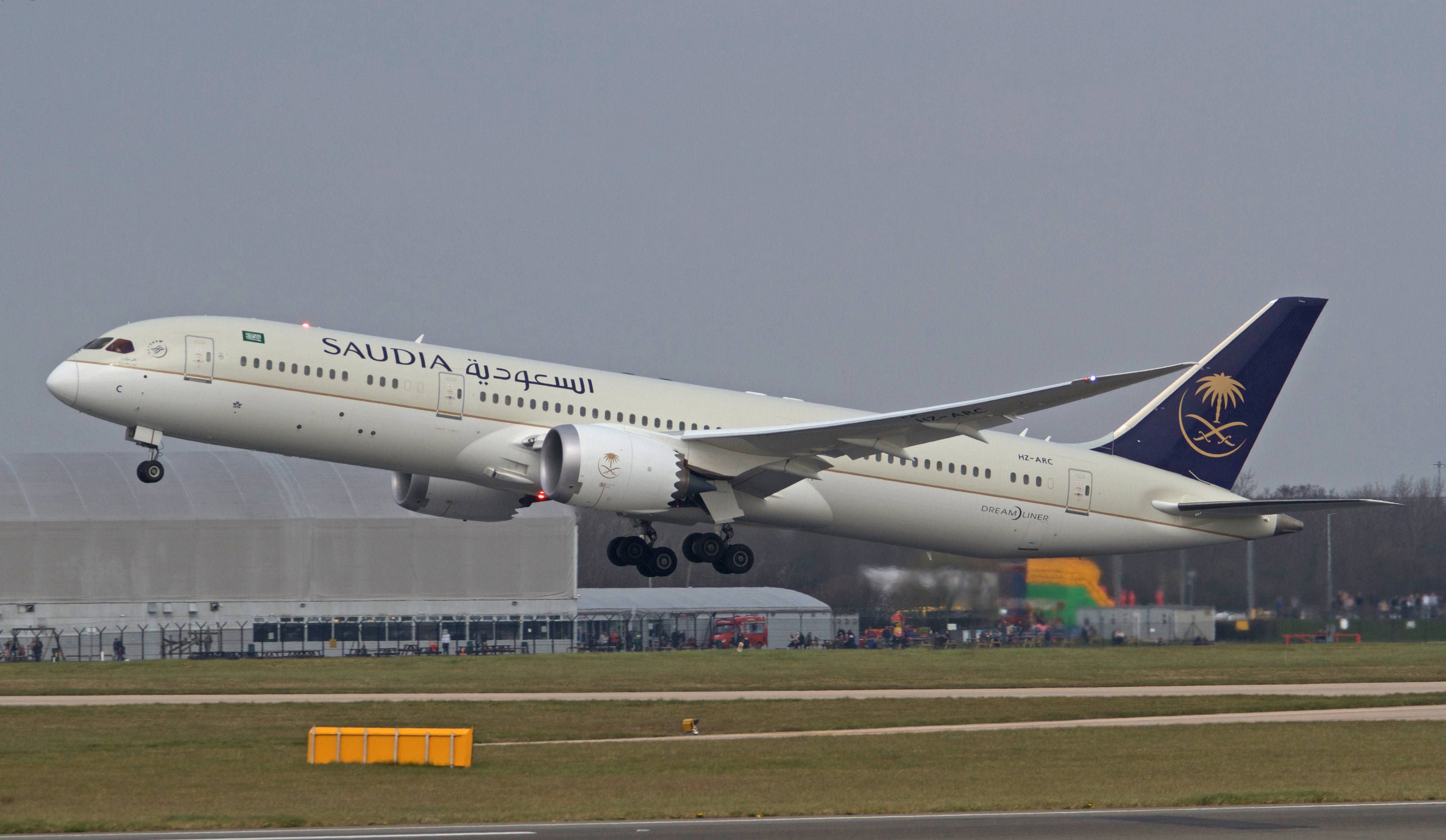
波音787-9

### 現役機隊
截至2023年4月，沙地阿拉伯航空平均機齡為7.9年 機隊如下：

### 退役機隊

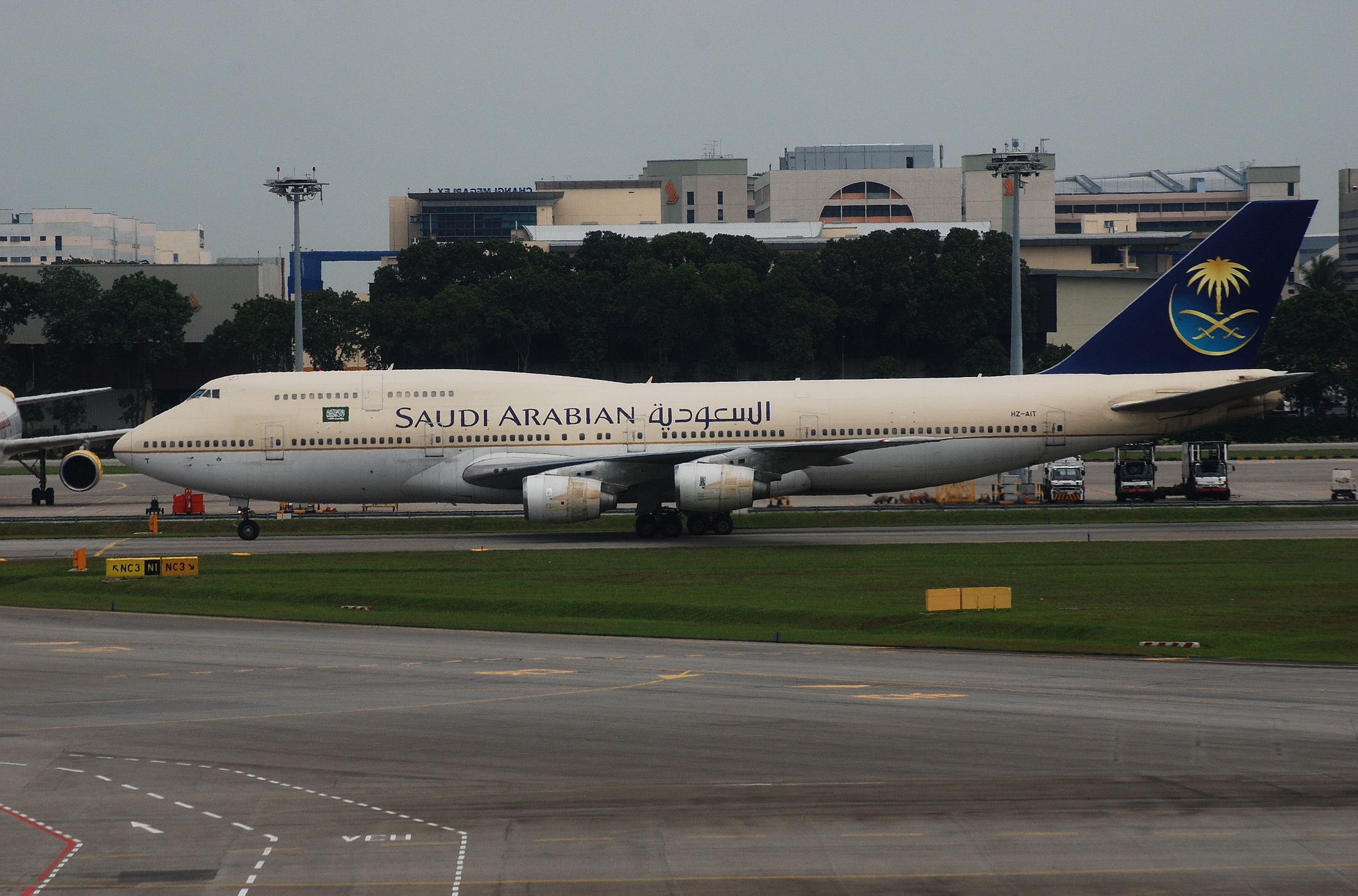
沙特阿拉伯航空已退役的波音747-368客機

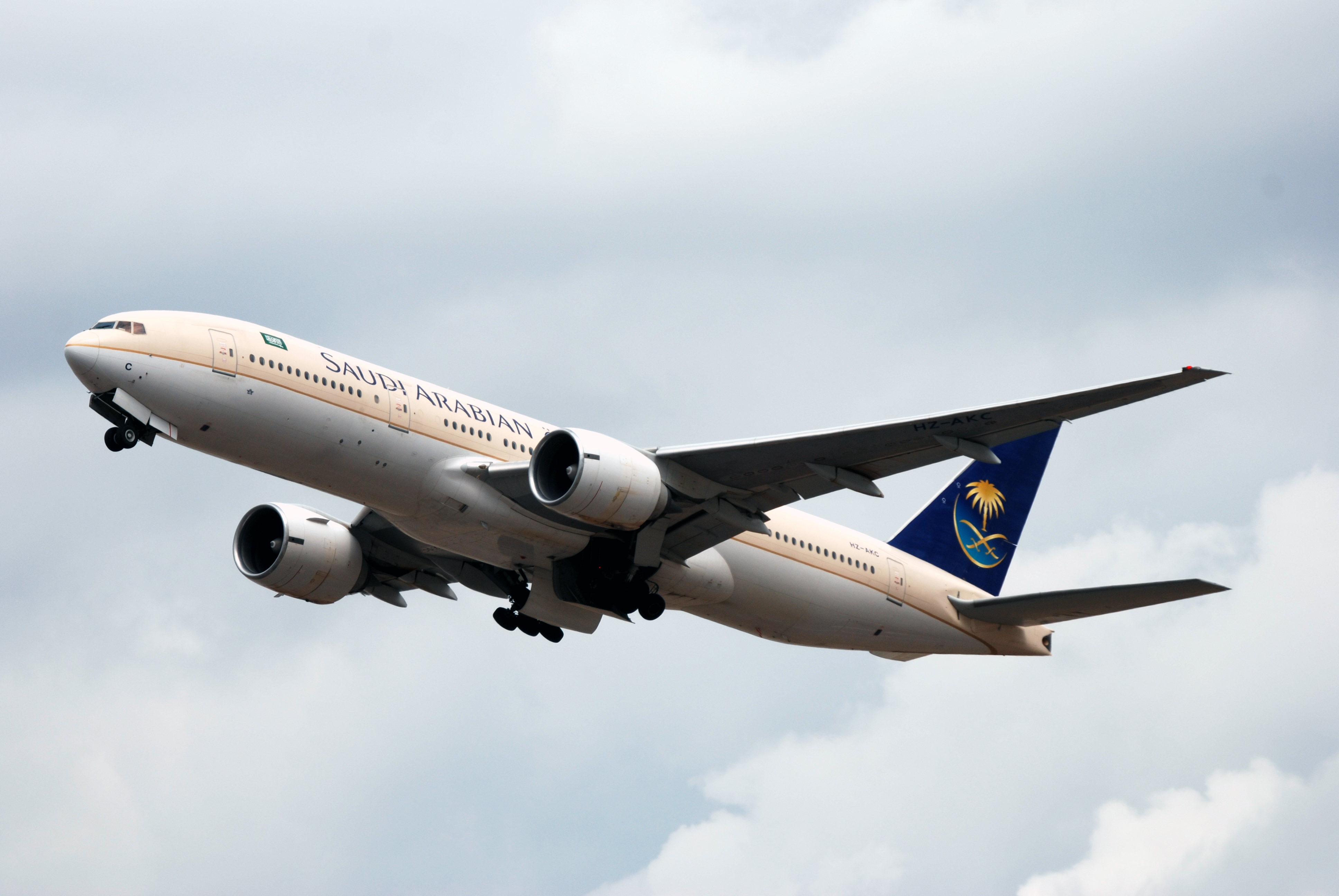
沙特阿拉伯航空已退役的波音777-200ER

- 空中巴士A300-600     (1984-2012)
- 空中巴士A310-300F    (2010-2013)
- 空中巴士A319-100     (2007-2017)
- 空中巴士A340-300     (1999-2014)
- 波音707-300               (1968-1997)
- 波音727-100               (1976-2000)
- 波音737-200               (1972-2007)
- 波音747-100B              (1981-2010)
- 波音747-200               (1979-2012)
- 波音747-200F              (1981-2012)
- 波音747SP                 (1981-1992)
- 波音747-300               (1983-2013)
- 波音747-300SF             (2014-2015)
- 波音747-400               (1997-2016)
- 波音757-200               (2008-2011)
- 波音767-200ER             (2003-2012)
- 波音767-300ER             (2012-2012)
- 波音777-200ER             (1990S-2019)
- 康維爾340                  (1960-1970)
- 巴西航空工業E170              (2005-2016)
- 福克F28                      (1977-1990)
- 洛克希德L-1011-100 (1977-1998)
- 洛克希德L-1011-500
- 道格拉斯DC-8             (1977-1998)
- 道格拉斯DC-9             (1967-1972)
- 道格拉斯DC-10            (1975-1990)
- 麥道MD-11            (1998-2013)
- 麦道MD-11F           (1998-2014)
- 麦道MD-90            (1998-2013)

## 代碼共享
沙特阿拉伯航空與天合聯盟合作夥伴和以下航空公司提供代碼共享協議：
天合聯盟成員
- 阿根廷航空
- 法國航空
- 捷克航空
- 達美航空
- 嘉魯達印尼航空
- 荷蘭皇家航空
- ITA航空
- 肯雅航空
- 大韓航空
- 荷蘭皇家航空
- 中東航空
- 北歐航空
- 越南航空

其他航空公司
- 愛琴海航空
- 毛里裘斯航空
- 阿提哈德航空
- 埃塞俄比亞航空
- 阿提哈德航空
- 阿迪爾航空
- 海灣航空
- 科威特航空
- 馬來西亞航空
- 阿曼航空
- 摩洛哥皇家航空

## 意外及事故
- 1980年8月19日，沙特阿拉伯航空163號班機（三星客機，編號HZ-AHK），在利雅得機場起飛不久機艙起火，雖然飛機安全折返利雅得機場，但因機長的錯誤決定，導致機上301人全部死亡。
- 1980年12月22日，沙特阿拉伯航空162號班機為（三星客機，編號HZ-AHJ），在阿拉伯海灣上空飛行途中，一條輪胎突然爆裂，並擊穿客艙地板，導致機艙急速失壓，兩名乘客從破洞吸出機外死亡。飛機最終在卡拉奇安全降落。[9][10]
- 1996年11月12日，沙特阿拉伯航空763號班機（波音747-168B，編號HZ-AIH）在印度新德里英迪拉·甘地国际机场起飛不久，與一架哈薩克航空的伊留申76型貨機相撞，兩機上共349人全部死亡。
- 2001年8月23日，沙特阿拉伯航空3830號班機（波音747-368客機，編號HZ-AIO），在吉隆坡國際機場滑行往登機橋時墜下一條溝渠，機頭損毀嚴重，6名機員受傷。[11]
- 2005年9月8日，一架載有420名乘客的波音747-168B客機由可倫坡飛往吉達，起飛後不久警鐘因誤會機上被放置炸彈而鳴響。飛機折返可倫坡緊急降落，一名斯里蘭卡籍女乘客死亡，另62人受傷，其中17人需留院。[12]
- 2007年2月1日，一架波音747-368客機在雅加達國際機場，右邊機翼撞到一架正從登機橋倒後出滑行道的加魯達印尼航空737-500客機，沒有釀成傷亡。[13]
- 2018年5月21日，一架空中巴士A330-200客機執行由麥地那飛往孟加拉首都達卡SV3818航班，但起飛後不久機師發現機頭起落架失靈無法放下，機師隨後掉頭轉往吉達緊急降落，客機降落後機肚擦地冒出火光，53名乘客在逃生過程中受傷。[14]
- 2023年4月15日, 一架空中巴士A330客機（編號HZ-AQ30）在蘇丹首都喀土穆國際機場起飛前因為政變冲突被摧毁。

## 軼事
- 1990年代中期，一架曾服役於沙特阿拉伯航空的DC-3飛機被重新油上最早期的色彩飛回沙特阿拉伯。
- 1940年代交付給沙地阿拉伯國王的DC-3專機，現時存放於吉達國際機場旳沙地阿拉伯航空客運大廈作靜態展示。

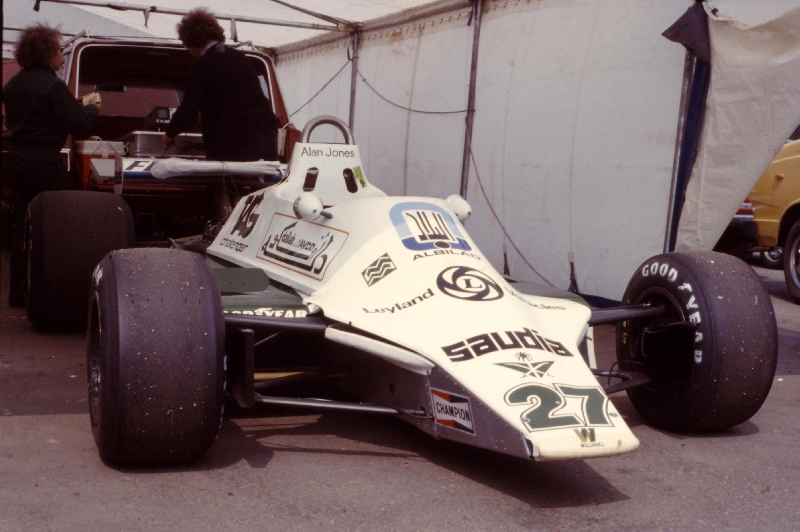
一架貼有沙特阿拉伯航空標誌的1980年威廉斯車隊一級方程式賽車

- 1978年至1983年期間，沙特阿拉伯航空曾贊助一級方程式車隊，並在1980年冠軍車手艾倫·鍾斯及1982年冠軍車手奇奇·羅斯堡的車上油上沙特阿拉伯航空的機隊顏色。
- 沙特阿拉伯航空曾和伊朗航空是少數營運波音747-100B的航空公司，但現在僅剩伊朗航空營運。
- 沙特阿拉伯航空也是其中一間擁有旅行禱文的航空公司（另外擁有旅行禱文的航空公司是馬來西亞航空、皇家汶萊航空、阿提哈德航空、巴基斯坦國際航空）
- 沙特阿拉伯航空所有客機機隊前部設計「اللہ یحفظک – God Bless You」字樣，意指「真主保佑你」祈禱旅客平安。

## 外部連結
- 沙特阿拉伯航空官方網站 （页面存档备份，存于）（阿拉伯文）（英文）（简体中文）（西班牙文）（法文）（德文）（意大利文）（土耳其文）
- 沙特阿拉伯航空的Facebook專頁
- 沙特阿拉伯航空的X（前Twitter）
- 沙特阿拉伯航空的Instagram帳戶
- YouTube上的沙特阿拉伯航空頻道
- 航機上的雜誌
- 波音網站 沙地阿拉伯航空：中東的珍寶（英文） （页面存档备份，存于）